# 静乐县
静乐县是中国山西省忻州市所辖的一个县。总面积为2369平方公里，縣人民政府駐鵝城鎮光明路1號。金朝為皇女湯沐邑之一。

## 历史
隋朝大业四年（608年），改汾源县为静乐县。唐朝初年，属管州、北管州。北宋咸平五年（1002年），宪州徙治静乐县，天池县、玄池县并入。金朝时，宪州改为管州，仍隶之。元朝时，静乐县省入管州。明朝初年，省管州，复置静乐县，属太原府。清朝雍正时，属忻州直隸州。民国初年，全国废府州厅改县，属山西省雁门道，后属第三行政督察区。1949年后，静乐县历属忻县专区、晋北专区、忻县地区、忻州地区、忻州市。

## 人口
根據第七次人口普查數據，截至2020年11月1日零時，靜樂縣常住人口為119277人。

## 行政区划
静乐县下辖4个镇、10个乡：
鹅城镇、杜家村镇、康家会镇、丰润镇、双路镇、王村镇、段家寨乡、辛村乡、神峪沟乡、娘子神乡、娑婆乡和赤泥窊乡。

## 交通
- 241国道、 337国道过境。

## 名人
- 李静海，中国科学院副院长